# Pododesmus rudis
Pododesmus rudis är en musselart som först beskrevs av William John Broderip 1834.  Pododesmus rudis ingår i släktet Pododesmus och familjen sadelostron. Inga underarter finns listade i Catalogue of Life.